# Acanthodoryctes morleyi
Acanthodoryctes morleyi är en stekelart som först beskrevs av Walter Wilson Froggatt 1916.  Acanthodoryctes morleyi ingår i släktet Acanthodoryctes och familjen bracksteklar. Inga underarter finns listade i Catalogue of Life.